# STS-124
STS-124 – misja wahadłowca Discovery, trwająca od 31 maja do 14 czerwca 2008. Jej głównym celem było dostarczenie na Międzynarodową Stację Kosmiczną (ISS) kolejnych części japońskiego laboratorium Kibō – modułu Pressurized Module (który został zadokowany do Harmony) oraz manipulatora JEMRMS. Przed katastrofą Columbii, do tej misji przeznaczona była właśnie Columbia.
Był to trzydziesty piąty lot promu Discovery oraz sto dwudziesta trzecia misja programu lotów wahadłowców.

## Załoga
źródło
- Mark E. Kelly (3)*, dowódca
- Kenneth Ham (1), pilot
- Karen L. Nyberg (1), specjalista misji
- Ronald J. Garan, Jr. (1), specjalista misji
- Michael E. Fossum (2), specjalista misji
- Akihiko Hoshide (1), specjalista ładunku (JAXA) (Japonia)

### Odwieziony członekEkspedycji 17
- Gregory Chamitoff (1), inżynier pokładowy ISS

### Przywieziony na Ziemię członek Ekspedycji 17
- Garrett Reisman (1), inżynier pokładowy ISS

*(liczba w nawiasie oznacza liczbę lotów odbytych przez każdego z astronautów)

## Plan lotu
- 28 maja – rozpoczęcie odliczania.
- 31 maja – start z KSC.
- 2 czerwca – połączenie z ISS.
- 3 czerwca – EVA-1 (Fossum, Garan) – dołączenie JEM PM do lewego portu Harmony.
- 5 czerwca – EVA-2 (Fossum, Garan) – prace przy ISS.
- 7 czerwca – przełączenie JEM ELM-PS z górnego portu Harmony na górny port JEM PM.
- 8 czerwca – EVA-3 (Fossum, Garan) – prace przy JEM ELM-PS i JEM PM.
- 10 czerwca – odłączenie od ISS.
- 12 czerwca – lądowanie w KSC.

## Rzeczywisty przebieg lotu
źródło

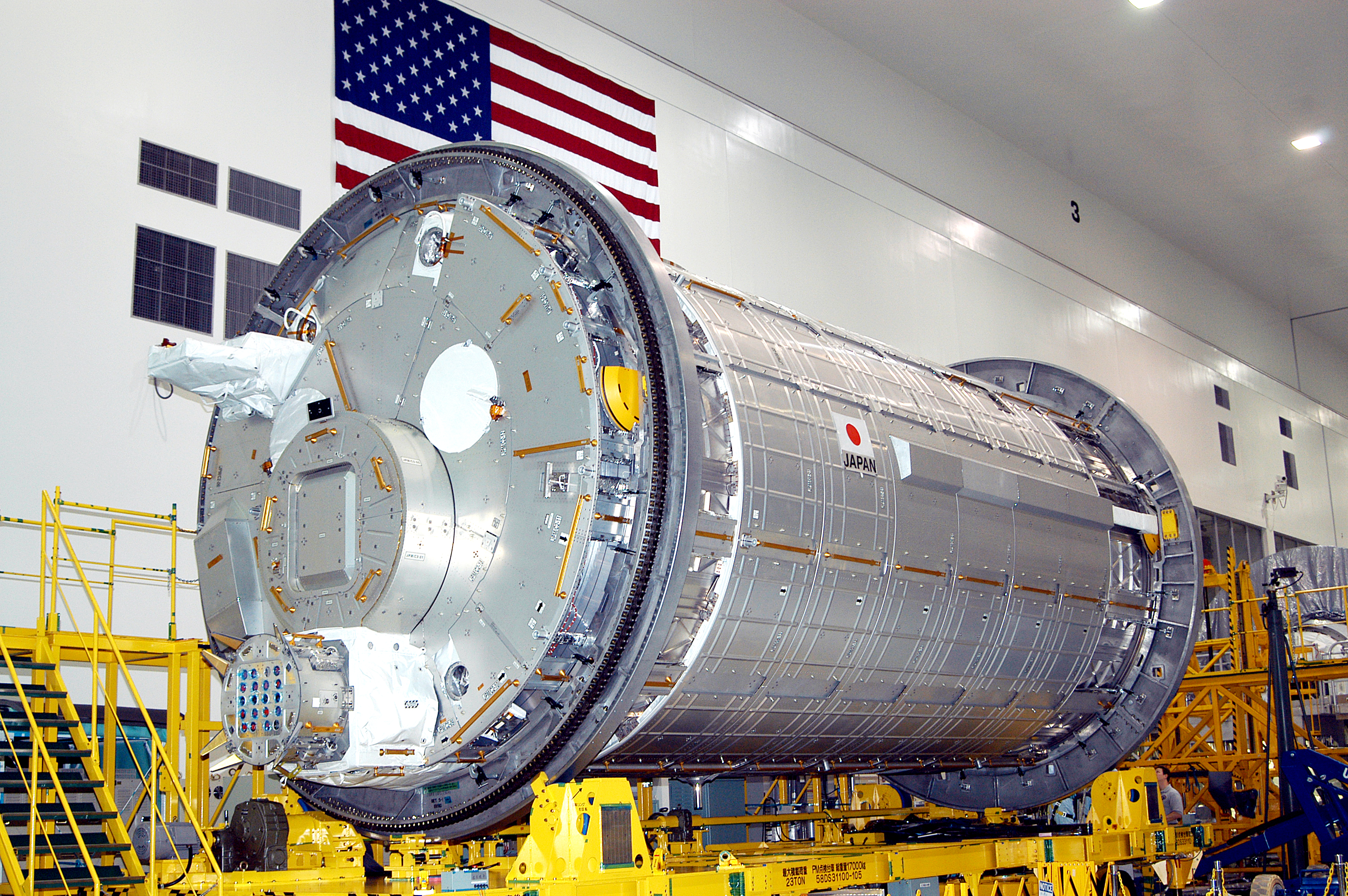
JEM Kibō Pressurized Module

- 3 maja – prom wyjechał na platformę startową.
- 5 maja – w ładowni promu zamontowano moduł Kibō.
- 13-14 maja – wykonano FRR.
- 19 maja – wykonano ELR, data startu wyznaczona na 31 maja.
- 28 maja – rozpoczęto odliczanie.
- 31 maja – o godz. 21:02:12 UTC Discovery pomyślnie wystartował w kierunku ISS.
- 2 czerwca – o godz. 18:03 UTC wahadłowiec przycumował do ISS.
- 3 czerwca – spacer kosmiczny (EVA-1) (Fossum, Garan), 6 godzin 48 minut.
- 5 czerwca – EVA-2 (Fossum, Garan), 7 godzin 11 minut.
- 8 czerwca – EVA-3 (Fossum, Garan), 6 godzin 33 minuty.
- 11 czerwca – o godz. 11:42 UTC Discovery odłączył się od stacji ISS.
- 14 czerwca – 15:15 UTC orbiter wylądował na pasie startowym w Centrum Kosmiczne imienia Johna F. Kennedy’ego.

## Parametry misji
- Masa: 
  - startowa całego wahadłowca: 2 052 543 kg[4]
  - startowa orbitera: 122 072 kg[4]
  - ładunku: 17 530 kg[5]
  - lądującego orbitera: 92 224 kg[4]
- Perygeum: 338 km[5]
- Apogeum: 351 km[5]
- Inklinacja: 51,6°[5]
- Prędkość: ~28 000 km/h
- Okres orbitalny: 91,4 min[5]

### Dokowanie do ISS
- Połączenie z ISS: 2 czerwca 18:03 UTC
- Odłączenie od ISS: 11 czerwca 11:42 UTC
- Łączny czas dokowania: 8 dni 17 godzin 39 minut